# Quinyon Mitchell
Quinyon Keaaron Mitchell (* 18. Juli 2001 in Williston, Florida) ist ein US-amerikanischer American-Football-Spieler. Er spielte von 2020 bis 2023 College Football an der University of Toledo auf der Position des Cornerbacks. Im NFL Draft 2024 wurde er in der ersten Runde von den Philadelphia Eagles ausgewählt.

## Karriere

### College
Mitchell wurde ursprünglich für die Saison 2019 rekrutiert, konnte sich letztlich jedoch nicht akademisch für ein Stipendium qualifizieren. Er saß daher die Saison 2019 aus, um sich akademisch zu verbessern. Dies gelang ihm schließlich im Januar 2020.  Mitchell kam im Herbst 2020 zu den Toledo Rockets, dem Footballteam der University of Toledo. In der durch die Covid-19-Pandemie verkürzten Saison kam er in allen sechs Spielen zum Einsatz und erzielte dabei sieben Tackles. 2021 startete er alle 13 Spiele. In seiner dritten Saison führte er die Nation in abgewehrten Pässen (25) an. Zudem gelangen ihm fünf Interceptions. Vier davon erzielte er im Spiel gegen die Northern Illinois University, wobei er zwei für einen Touchdown zurücktrug. Er wurde dafür ins first-team All-MAC und ins second-team All-America von Walter Camp, Phil Steele und Pro Football Focus, sowie ins third-team All-America der Associated Press gewählt. Zudem gewann er mit den Rockets die Conference-Meisterschaft. Nach der Saison erhielt er Angebote zu Teams aus Power-5-Conferences zu wechseln. Mitchell entschied sich jedoch dafür, in Toledo zu bleiben. In seiner letzten Saison am College konnte er 19 Pässe abwehren, womit er die Conference anführte und Zweitbester im Lande war. Er erzielte zudem eine Interception und 41 Tackles, davon zwei für Raumverlust. Er wurde erneut ins second-team All-America gewählt, diesmal durch die Associated Press, FWAA, Sporting News und AFCA. Die Zeitschrift The Athletic wählte ihn sogar ins first-team All-America. Er wurde damit zum ersten Toledo-Spieler, der in alle fünf von der NCAA anerkannten All-America-Teams gewählt wurde. Zudem war er als erster Rockets-Spieler Halbfinalist für den Chuck Bednarik Award.

### NFL
Mitchell galt als potentieller Erstrundenpick. Insbesondere durch eine starke Performance beim Senior Bowl und NFL Combine konnte er auch nach der Saison überzeugen. Er wurde als einer von 13 Spieler eingeladen, beim NFL Draft vor Ort zu sein. Er war dabei der einzige eingeladene Spieler, der nicht von einer Power-5-Conference stammte. Im NFL Draft 2024 wurde Mitchell in der ersten Runde mit dem 22. Pick von den Philadelphia Eagles ausgewählt. Er war der erste gewählte Cornerback des Draft. Er war der einzige G5-Spieler, der in der ersten Runde ausgewählt wurde. Er war nach Dan Williams (Pick 11, 1993) der erst zweite Erstrundenpick aus Toledo.

## Spielstil
Mitchell gilt als schneller, athletischer und physischer Spieler, der auch im Laufspiel verteidigen kann. Wenn er Blöcke annimmt, gelingt es ihm gut, seinen Außenarm frei zu halten und die Laufwege zu verdichten. Ihm werden jedoch Probleme beim Lösen von Blocks zugesprochen. Er gilt als geduldiger Spieler, der gut auf Richtungswechsel reagiert. Er hat gute Ballfertigkeiten und wählt gute Winkel, um Pässe abzuwehren. Mitchell werden gute Fähigkeiten sowohl in der Mann- als auch in der Zonenverteidigung zugesprochen, wobei die Zonenverteidigung als seine größere Stärke bewertet wird.